# Sady (gromada)
Sady – dawna gromada, czyli najmniejsza jednostka podziału terytorialnego Polskiej Rzeczypospolitej Ludowej w latach 1954–1972.
Gromady, z gromadzkimi radami narodowymi (GRN) jako organami władzy najniższego stopnia na wsi, funkcjonowały od reformy reorganizującej administrację wiejską przeprowadzonej jesienią 1954 do momentu ich zniesienia z dniem 1 stycznia 1973, tym samym wypierając organizację gminną w latach 1954–1972.
Gromadę Sady z siedzibą GRN w Sadach (planowana siedziba w Sadach Kolonii) utworzono – jako jedną z 8759 gromad na obszarze Polski – w powiecie opoczyńskim w woj. kieleckim, na mocy uchwały nr 13g/54 WRN w Kielcach z dnia 29 września 1954. W skład jednostki weszły obszary dotychczasowych gromad Sady kolonia, Sady, Rdzuchów, Rdzuchów kol., Bąków B, Bąków i Wola Więcierzowa ze zniesionej gminy Rusinów w tymże powiecie. Dla gromady ustalono 14 członków gromadzkiej rady narodowej.
1 stycznia 1956 gromada weszła w skład nowo utworzonego powiatu przysuskiego w tymże województwie.
31 grudnia 1959 do gromady Sady przyłączono obszar zniesionej gromady Przystałowice.
1 stycznia 1969 z gromady Sady wyłączono wieś Więcierzowa Wola włączając ją do gromady Gliniec w tymże powiecie.
Gromada przetrwała do końca 1972 roku, czyli do kolejnej reformy gminnej. 1 stycznia 1973 reaktywowano gminę Rusinów (tym razem w powiecie przysuskim).